# Bundesarbeitsgemeinschaft Wohnungslosenhilfe

Logo der Bundesarbeitsgemeinschaft Wohnungslosenhilfe

Die Bundesarbeitsgemeinschaft Wohnungslosenhilfe (BAG W) ist eine Arbeitsgemeinschaft der verantwortlichen und zuständigen Sozialorganisationen im privaten und öffentlichen Bereich sowie der privaten und öffentlich-rechtlichen Träger von sozialen Diensten und Einrichtungen für wohnungslose Personen.
Ihr Sitz war von 1954 bis 2013 Bielefeld, seitdem Berlin.
Geschäftsführerin ist Sabine Bösing, Vorsitzende ist Susanne Hahmann.

## Geschichte
1954 wurde die Bundesarbeitsgemeinschaft für Nichtsesshaftenhilfe in Bielefeld-Bethel gegründet. 1991 erfolgte die Umbenennung in die heutige Bezeichnung, um sich von dem alten Nichtsesshaftenbegriff abzusetzen. Dieser Begriff – 1938 geprägt – unterstellte den Betroffenen einen „hemmungslosen Wandertrieb“ – der Wohnungsverlust wurde also auf persönliche Defizite zurückgeführt.
Über die Arbeitsgemeinschaft ist die Wanderausstellung „Wohnungslose im Nationalsozialismus“ ausleihbar.
Siehe auch: Nichtseßhaftenhilfe

## Struktur und Mitgliedschaft
Die BAG W ist ein eingetragener Verein mit Gemeinnützigkeitsstatus. Ihre Mitglieder umfassen über 1.000 juristische Personen, darunter Wohlfahrtsverbände und Fachverbände wie die EBET, kommunale Träger und gemeinnützige Organisationen, aber auch Einzelmitglieder. Sie finanziert sich durch Mitgliedsbeiträge, und maßgeblich durch öffentliche Zuwendungen vor allem aus dem Bundeshaushalt und wirtschaftliche Tätigkeiten.

## Zielsetzung und Aufgaben
Die BAG W fungiert als Dachverband für soziale Dienste, Einrichtungen und Träger, die sich mit der Unterstützung wohnungsloser Menschen oder solcher in Wohnungsnot beschäftigen. Sie vertritt die Interessen der Träger der Wohnungslosenhilfe auf politischer und gesellschaftlicher Ebene. Zu ihren Hauptaufgaben zählen:
- Koordination und Vernetzung: Die BAG W fördert den fachlichen Austausch zwischen kommunalen und freigemeinnützigen Einrichtungen der Wohnungslosenhilfe sowie mit angrenzenden Hilfesystemen wie Sozialarbeit, Gesundheits- und Wohnungspolitik.

- Politische Interessenvertretung: Sie setzt sich für die Überwindung von Wohnungslosigkeit ein, etwa durch die Unterstützung des Nationalen Aktionsplans gegen Wohnungslosigkeit, der bis 2030 dieses Ziel erreichen soll.

- Lobby- und Öffentlichkeitsarbeit: Die BAG W informiert über die Ursachen und Auswirkungen von Wohnungslosigkeit und sensibilisiert die Öffentlichkeit, etwa durch Presseerklärungen oder parlamentarisches Frühstück  oder Wanderausstellungen wie „Wohnungslose im Nationalsozialismus“.

Die Organisation arbeitet eng mit politischen Institutionen, anderen Verbänden wie der EBET und der Europäischen Föderation der nationalen Organisationen für Wohnungslose FEANTSA zusammen, um Lösungen auf nationaler und europäischer Ebene zu fördern.